# Premio Lunning
Il Premio Lunning (Lunningprisen) e stato un riconoscimento assegnato annualmente ai migliori designer scandinavi.
Istituito nel 1951 da Frederik Lunning, proprietario del prestigioso Georg Jensen Inc. store di New York, era destinato a giovani designer scandinavi under 36.

## Albo d'oro
| 1951 | - Hans Wegner, Danimarca - Tapio Wirkkala, Finlandia                    |
| 1952 | - Carl-Axel Acking, Svezia - Grete Prytz Kittelsen, Norvegia            |
| 1953 | - Tias Eckhoff, Norvegia - Henning Koppel, Danimarca                    |
| 1954 | - Ingeborg Lundin, Svezia - Jens Harald Quistgaard, Danimarca           |
| 1955 | - Ingrid Dessau, Svezia - Kaj Franck, Finlandia                         |
| 1956 | - Jørgen Ditzel e Nanna Ditzel, Danimarca - Timo Sarpaneva, Finlandia   |
| 1957 | - Hermann Bongard, Norvegia - Erik Höglund, Svezia                      |
| 1958 | - Poul Kjærholm, Danimarca - Signe Persson-Melin, Svezia                |
| 1959 | - Arne Jon Jutrem, Norvegia - Antti Nurmesniemi, Finlandia              |
| 1960 | - Vivianna Bülow-Hübe, Svezia - Vibeke Klint, Danimarca                 |
| 1961 | - Bertel Gardberg, Finlandia - Erik Pløen, Norvegia                     |
| 1962 | - Hertha Hillfon, Svezia - Kristian Solmer Vedel, Danimarca             |
| 1963 | - Karin Björquist, Svezia - Börje Rajalin, Finlandia                    |
| 1964 | - Vuokko Eskolin-Nurmesniemi, Finlandia - Bent Gabrielsen, Danimarca    |
| 1965 | - Eli-Marie Johnsen, Norvegia - Hans Krondahl, Svezia                   |
| 1966 | - Gunnar Cyrén, Svezia - Yrjö Kukkapuro, Finlandia                      |
| 1967 | - Erik Magnussen, Danimarca - Kirsti Skintveit, Norvegia                |
| 1968 | - Björn Weckström, Finlandia - Ann e Göran Wärff, Svezia                |
| 1969 | - Helga e Bent Exner, Danimarca - Bo Lindekrantz e Börge Lindau, Svezia |
| 1970 | - Kim Naver, Danimarca - Oiva Toikka, Finlandia                         |